# Inglisubulura
Inglisubulura (benannt nach William Grant Inglis) ist eine Gattung der Spulwürmer mit sieben Arten. Sie sind Parasiten im Blinddarm bei Vögeln. Die Gattung wurde von Devamma (1977) zunächst den Allodapinae zugeordnet, in den neueren Darstellungen aber zu den Subulurinae gezählt.

## Merkmale
Inglisubulura hat eine sechseckige Mundöffnung mit sechs Lippenlappen. Die Mundhöhle ist im Querschnitt rund. Die Verlängerungen der Auskleidung der Mundhöhle sind schmaler als die Lippenlappen. Der Pharynx ist gerade und nicht verdreht. Zervikalflügel sind ausgebildet.

## Systematik
Das Interim Register of Marine and Nonmarine Genera weist folgende Arten aus:
- Inglisubulura armata (Vuylsteke, 1957)
- Inglisubulura baylisi Lopez Neyra, 1946
- Inglisubulura inglisi Devamma, 1977
- Inglisubulura ortleppi (Inglis, 1960)
- Inglisubulura singhi Devamma, 1977
- Inglisubulura skrjabini (Semenoff, 1926)
- Inglisubulura turnicis Maplestone, 1931